# Riuet d'Estany Negre
El Riuet d'Estany Negre, és un petit riu que discorre del tot dins del terme municipal de la Vall de Boí, a la comarca de l'Alta Ribagorça, i dins el Parc Nacional d'Aigüestortes i Estany de Sant Maurici o de la seva zona perifèrica.
Té el naixement a 2.134 metres, en l'extrem occidental de l'Estany Negre. En el seu primer tram es precipita, direcció ponent, cap a l'extrem nord-oriental del Pletiu de Riumalo. En aquesta zona planera i de pastures, on rep pel nord-est les aportacions del Barranc de les Llastres i pel nord-nord-oest de l'Estany Cloto, el seu curs conforma meandres i gira sud-est. Abans d'abandonar el pletiu i virar al sud, procedent de l'oest-nord-oest, se l'hi afegeix el Barranc de Malavesina. En el seu tram final, flanquejant per ponent el Pletiu de l'Obaga, torna a agafar l'energia del seu naixement fins a desembocar, a 1.783 metres, a l'Embassament de Cavallers.